# 4. armádní sbor (rakousko-uherská armáda)
4. armádní sbor byl na přelomu 19. a 20. století vyšší vojenskou jednotkou rakousko-uherské armády s působností pro větší část Uher (dnes Maďarsko) a oblast Vojvodiny (dnes Srbsko). Sborové velitelství sídlilo v Budapešti. Za první světové války byl 4. armádní sbor nasazen na východní frontě a později v Itálii.

## Historie

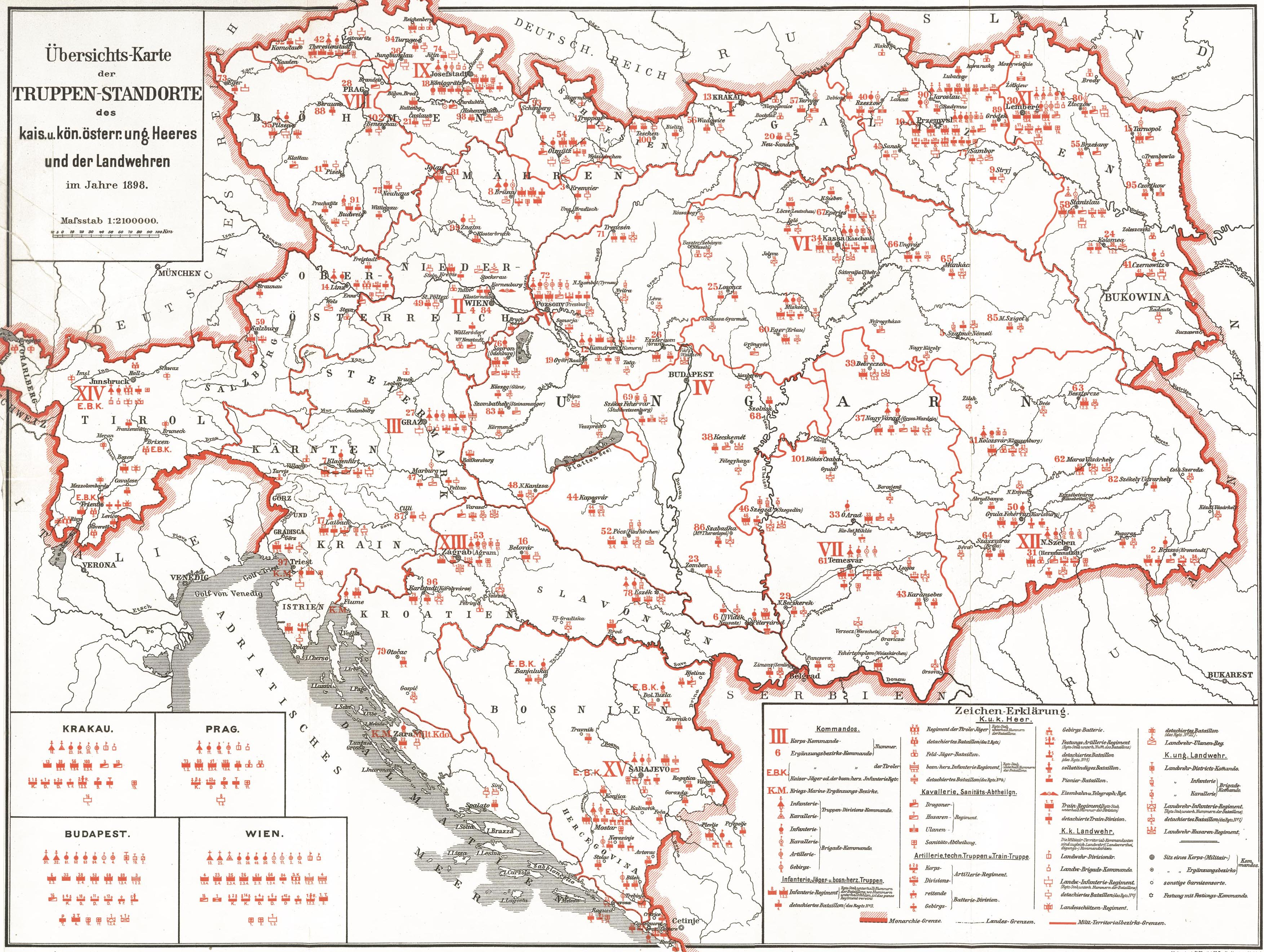
Územní rozdělení působnosti armádních sborů rakousko-uherské armády 1898

4. armádní sbor (4. Korpskommando) vznikl k datu 1. ledna 1883 reorganizací rakousko-uherské armády a rozdělením dosavadních oblastních velitelství pro jednotlivé korunní země. Čtvrtý armádní sbor s působností pro centrální část Uher a oblast Vojvodiny měl sídlo v Budapešti. Dalšími sbory pro Uherské království byl 5. armádní sbor v Prešpurku, 6. armádní sbor v Košicích a 7. armádní sbor v Temešváru. Sborové velitelství sídlilo v objektu bývalého karmelitánského kláštera (Színház utca 7, dnes sídlo Úřadu předsedy vlády). Ke 4. armádnímu sboru patřily 31. a 32. pěchotní divize v Budapešti, 10. jezdecká divize v Budapešti, 4. dělostřelecká brigáda v Budapešti. Doplňovacími okresy byly Budapešť, Kaposvár, Kecskemét, Pécs, Székesfehérvár, Szolnok, dále pak Novi Sad, Sombor a Subotica v dnešním Srbsku. Velení 4. armádního sboru byly podřízeny dvě posádkové nemocnice v Budapešti a pět útvarových nemocnic (Kaposvár, Kecskemét, Pécs, Székesfehérvár, Sombor). Pod 4. sbor spadala také posádková věznice v Budapešti.
Za první světové války byl 4. sbor nasazen na srbskou frontu, již na podzim 1914 byl přesunut na východní frontu, kde byla začleněn do 2. armády generála Böhm-Ermolliho. Jednotky sboru se zúčastnily bojů v Haliči, v důsledku početních ztrát byly zbytky sboru spolu s dalšími jednotkami transformovány do armádní skupiny Hordt (1916). V závěru války bojoval 4. sbor na italské frontě a zúčastnil se bitev na Soči. Po odchodu většiny jednotek sboru na frontu zůstala v Budapešti nadále vojenská posádka, v jejímž velení se v průběhu války vystřídali generálové Josef Seipka (1914–1915), hrabě Franz Karl Marenzi (1915–1916), Stjepan Bogat (1916–1918) a nakonec v říjnu 1918 krátce baron Géza Lukachich.

## Velitelé 4. armádního sboru
- 1883–1886 generál jezdectva Leopold baron von Edelsheim-Gyulai
- 1886–1890 generál jezdectva Nikolaus hrabě Pejacsevich z Veröcze
- 1890–1905 polní zbrojmistr Rudolf Ferdinand princ z Lobkowicz
- 1905–1908 generál jezdectva Alexander hrabě von Uexküll-Gyllenband
- 1908–1909 generál pěchoty Hubert baron von Czibulka
- 1909–1912 polní zbrojmistr Viktor Schreiber
- 1912–1915 generál jezdectva Karl Tersztyánszky von Nádas
- 1915–1916 generál pěchoty Albert Schmidt von Georgenegg
- 1916–1917 generál pěchoty Theodor Hordt
- 1917–1918 generál jezdectva Alois kníže von Schönburg-Hartenstein
- leden až únor 1918 polní podmaršál Josef Hrozny von Bojemil (prozatímní velitel)
- únor až březen 1918 polní podmaršál Theodor Bekic von Bovic (prozatímní velitel)
- 1918 generál jezdectva Alois kníže von Schönburg-Hartenstein
- 1918 polní zbrojmistr Arpád Tamásy von Fogaras